# جانا الحسن
جانا الحسن (عربی: جنى الحسن؛ زادهٔ 1985) روزنامه‌نگار، مترجم، و رمان‌نویس اهل لبنان است.
وی همچنین برندهٔ جوایزی همچون ۱۰۰ زن بی‌بی‌سی شده‌است.